# منتخب مايوت لاتحاد الرغبي
منتخب مايوت لاتحاد الرغبي هو ممثل مايوت الرسمي في المنافسات الدولية في اتحاد الرغبي
.